# Geissorhiza louisabolusiae
Geissorhiza louisabolusiae är en irisväxtart som beskrevs av Robert Crichton Foster. Geissorhiza louisabolusiae ingår i släktet Geissorhiza och familjen irisväxter. Inga underarter finns listade i Catalogue of Life.